# چرو ال وولتورنو
چرو ال وولتورنو (به ایتالیایی: Cerro al Volturno) یک کومونه در ایتالیا است که در استان ایسرنیا واقع شده‌است.

## خصوصیات
چرو ال وولتورنو ۲۳٫۷ کیلومترمربع مساحت و ۱٬۲۸۱ نفر جمعیت دارد.